# Maxie Zeus
Maximilian "Maxie" Zeus è un personaggio dei fumetti, pubblicato dalla DC Comics. Creato da Denny O'Neil e Don Newton, compare per la prima volta su Detective Comics n. 483 del maggio 1979. È un supercriminale nemico di Batman, che si crede la reincarnazione del dio greco Zeus.

## Biografia del personaggio
Maxie Zeus è un ex insegnante di storia, impazzito dopo essere stato lasciato dalla moglie. Divenuto un gangster, ha usato la sua astuzia e intelligenza per salire al potere in mezzo al caos nel mondo sotterraneo di Gotham City. Ha combattuto Batman in diverse occasioni prima di essere recluso nel manicomio Arkham Asylum.
Poiché Maxie sembrava meno pericoloso di Joker, Due Facce e di altri criminali, gli amministratori di Arkham decisero di non internarlo nell'ala massima di sicurezza, nonostante le ripetute raccomandazioni di Batman (Batman and the Outsiders #14). La preoccupazione di Batman si è rivelata esatta quando Maxie scappa per formare una squadra di agenti sovrumani ispirandosi alla mitologia greca, dando loro il nome di "New Olympians". Ha tentato di rapire l'atleta olimpica Lacinia Nitocris per costringerla a sposarlo e diventare madre di sua figlia Medea. Nonostante tutto Batman riesce a fermare Maxi e gli Olympians in una serie di giochi di stile olimpico.
Maxie è uno dei criminali che tentò l'evasione da Arkham dopo che Bane distrusse le pareti del manicomio criminale nella saga Knightfall. Il tentativo fallì dopo essersi scontrato con un albero.

## Altri media

### Serie animate
- Compare nell'episodio Fuoco dall'Olimpo della serie animata Batman del 1992, in cui è doppiato in italiano da Mario Zucca e in inglese da Steve Susskind.
- Appare anche nell'episodio Il tuono della serie The Batman del 2004, in cui è doppiato in italiano da Marco Balbi e in inglese da Phil LaMarr.

### Film
Anche se Maxie Zeus non compare in Batman: Assault on Arkham, una scatola con le sue armi viene trovata da Re Squalo insieme a quelle di Firefly e a quelle di Killer Moth.

### Videogiochi
- Appare tra i nemici del videogioco Batman: The Video Game, ispirato alla serie animata del 1992.
- Nel videogioco Batman: Arkham Asylum si può sbloccare la biografia del personaggio. Nella sua cella si può trovare un libro sulla mitologia greca e su tutta la parete ci sono dei simboli greci disegnati. Nel sequel Batman: Arkham City è possibile trovare il The Gotham Olympus, night club di Maxie Zeus. Effettuando la scansione della statua con il fulmine, si può sbloccare una storia di Arkham City in cui è spiegato che Maxie è scomparso dopo alcune sessioni di terapia con elettroshock.